# مات والاش
مات والاش (بالإنجليزية: Matt Walsh)‏ هو مدون صوتي وكاتب سيناريو ومنتج أفلام ومخرج وممثل أمريكي، ولد في 13 أكتوبر 1964 بشيكاغو في الولايات المتحدة. بدأ مشواره المهني سنة 1996.

## أعمال

### أفلام
- (2000) رحلة الطريق[4]
- (2003) سانتا الشرير[5]
- (2007) بي كايند ريوايند[6]
- (2008) إخوة غير أشقاء[7][8]
- (2008) سيمي برو
- (2009) أحبك يا رجل[9]
- (2009) صداع الكحول[10][11][12]
- (2010) تاريخ الاستحقاق[13]
- (2012) تيد[14]
- (2013) فيلم 43[15]
- (2015) كن صلبا[16]
- (2016) حفلة عيد الميلاد
- (2016) الظلام
- (2016) صائدو الأشباح[17][18]
- (2018) أرامل

### مسلسلات
- ذا ديلي شو
- ريك ومورتي
- نائبة الرئيس

## وصلات خارجية
- مات والاش على موقع IMDb (الإنجليزية)
- مات والاش على موقع ألو سيني (الفرنسية)
- مات والاش على موقع ميوزك برينز (الإنجليزية)
- مات والاش على موقع أول موفي (الإنجليزية)
- مات والاش على موقع قاعدة بيانات الأفلام السويدية (السويدية)
- مات والاش على موقع ديسكوغز (الإنجليزية)
- مات والاش على موقع قاعدة بيانات الفيلم (الإنجليزية)
- مات والاش على موقع كينوبويسك (الروسية)